# Tommy (album của The Who)
Tommy là album phòng thu thứ tư của ban nhạc rock người Anh The Who. Album được phát hành vào tháng 5 năm 1969, bao gồm hầu hết các ca khúc được sáng tác bởi Pete Townshend theo phong cách rock opera. Album kể về cậu bé "điếc, mù và thiểu năng" Tommy Walker xung quanh cuộc đời và gia đình cậu.
Townshend nảy ra ý tưởng sản xuất Tommy sau khi gặp gỡ và tìm tòi giải nghĩa các bài giảng của thiền sư Meher Baba. Album được bắt đầu thu âm từ tháng 9 năm 1968, nhưng ban nhạc phải mất tới 6 tháng để tìm được những chất liệu cần thiết. Tommy nhận được nhiều đánh giá tích cực, được coi là bước ngoặt lớn trong sự nghiệp của ban nhạc và có tầm ảnh hưởng lớn tới nhiều năm sau. Rất nhiều bài phê bình cho rằng đây là một trong những album quan trọng nhất lịch sử nhạc rock. The Who đã thực hiện tour diễn quảng bá album trong suốt 2 năm 1969-1970, bao gồm các buổi diễn lớn tại Woodstock, Lễ hội Isle of Wight, Đại học Leeds và Nhà hát Metropolitan tại New York.
Album tạo tiền đề để thể loại rock opera phát triển trong thập niên 1970, trong đó có tại Nhà hát opera Seattle năm 1971, buổi hòa nhạc cùng Lou Reizner năm 1972, một bộ phim năm 1975 và vở nhạc kịch Broadway năm 1992. Tommy bán được 20 triệu bản, và được có tên trong Đại sảnh Danh vọng Grammy. Album được chỉnh âm nhiều lần dưới định dạng CD, trong đó có ấn bản của Jon Astley năm 1996, ấn bản Super Audio CD năm 2003 và box set năm 2013 theo kèm là nhiều bản demo và thu âm trình diễn trực tiếp.

## Danh sách ca khúc
Tên và thời lượng các ca khúc có nhiều khác biệt theo mỗi ấn bản phát hành. Nhiều ấn bản đã gộp hai hoặc vài ca khúc vào một, hoặc ngược lại. Ví dụ, "See Me, Feel Me" thực chất là đoạn 2 của ca khúc "We're not Gonna Take It", nhưng đã được tách ra trong ấn bản năm 2003.
Tất cả các ca khúc được viết bởi Pete Townshend, các ngoại lệ được ghi chú bên.
| Mặt A            | Mặt A                                  | Mặt A                                           | Mặt A      |
| STT              | Nhan đề                                | Hát chính                                       | Thời lượng |
| ---------------- | -------------------------------------- | ----------------------------------------------- | ---------- |
| 1.               | "Overture"                             | Townshend                                       | 3:50       |
| 2.               | "It's a Boy"                           | Townshend                                       | 2:07       |
| 3.               | "1921"                                 | Townshend, cùng John Entwistle và Roger Daltrey | 3:14       |
| 4.               | "Amazing Journey"                      | Daltrey                                         | 3:25       |
| 5.               | "Sparks"                               | Không lời                                       | 3:45       |
| 6.               | "The Hawker" (Sonny Boy Williamson II) | Daltrey                                         | 2:15       |
| Tổng thời lượng: | Tổng thời lượng:                       | Tổng thời lượng:                                | 18:36      |

| Mặt B            | Mặt B                           | Mặt B                  | Mặt B      |
| STT              | Nhan đề                         | Bài hát                | Thời lượng |
| ---------------- | ------------------------------- | ---------------------- | ---------- |
| 1.               | "Christmas"                     | Daltrey, Townshend     | 5:30       |
| 2.               | "Cousin Kevin" (John Entwistle) | Townshend và Entwistle | 4:03       |
| 3.               | "The Acid Queen"                | Townshend              | 3:31       |
| 4.               | "Underture"                     | Không lời              | 10:10      |
| Tổng thời lượng: | Tổng thời lượng:                | Tổng thời lượng:       | 23:14      |

| Mặc C            | Mặc C                        | Mặc C                               | Mặc C      |
| STT              | Nhan đề                      | Hát chính                           | Thời lượng |
| ---------------- | ---------------------------- | ----------------------------------- | ---------- |
| 1.               | "Do You Think It's Alright?" | Townshend và Daltrey                | 0:24       |
| 2.               | "Fiddle About" (Entwistle)   | Entwistle                           | 1:26       |
| 3.               | "Pinball Wizard"             | Daltrey, Townshend                  | 3:01       |
| 4.               | "There's a Doctor"           | Townshend cùng Entwistle và Daltrey | 0:25       |
| 5.               | "Go to the Mirror!"          | Daltrey, Townshend                  | 3:50       |
| 6.               | "Tommy Can You Hear Me?"     | Townshend, Entwistle, và Daltrey    | 1:35       |
| 7.               | "Smash the Mirror"           | Daltrey                             | 1:20       |
| 8.               | "Sensation"                  | Townshend                           | 2:32       |
| Tổng thời lượng: | Tổng thời lượng:             | Tổng thời lượng:                    | 14:33      |

| Mặt D            | Mặt D                               | Mặt D                                | Mặt D      |
| STT              | Nhan đề                             | Hát chính                            | Thời lượng |
| ---------------- | ----------------------------------- | ------------------------------------ | ---------- |
| 1.               | "Miracle Cure"                      | Townshend, Entwistle và Daltrey      | 0:10       |
| 2.               | "Sally Simpson"                     | Daltrey                              | 4:10       |
| 3.               | "I'm Free"                          | Daltrey                              | 2:40       |
| 4.               | "Welcome"                           | Daltrey, Townshend và Entwistle      | 4:30       |
| 5.               | "Tommy's Holiday Camp" (Keith Moon) | Townshend                            | 0:57       |
| 6.               | "We're Not Gonna Take It"           | Daltrey, cùng Townshend và Entwistle | 6:45       |
| Tổng thời lượng: | Tổng thời lượng:                    | Tổng thời lượng:                     | 19:12      |

Daltrey hát chính ca khúc "1921" khi trình diễn trực tiếp, trong khi Moon vào vai Ernie trong "Tommy's Holiday Camp."

### Ấn bản Deluxe
2003 bonus disc: Demos and outtakes
Phiên bản Super Audio CD bao gồm các bản mix 5.1 ngoại trừ 5 ca khúc cuối
1. "I Was" – 0:17
2. "Christmas" (bản nháp số 3) – 4:43
3. "Cousin Kevin Model Child" – 1:25
4. "Young Man Blues" (bản thu số 1) (Allison) – 2:51
5. "Tommy Can You Hear Me?" (bản thu khác) – 1:59
6. "Trying to Get Through" – 2:51
7. "Sally Simpson" (bản nháp) – 4:09
8. "Miss Simpson" – 4:18
9. "Welcome" (bản thu số 2) – 3:44
10. "Tommy's Holiday Camp" (bản thu của ban nhạc) – 1:07
11. "We're Not Gonna Take It" (bản thu khác) – 6:08
12. "Dogs (Part Two)" (Moon) – 2:26
13. "It's a Boy" – 0:43
14. "Amazing Journey" – 3:41
15. "Christmas" – 1:55
16. "Do You Think It's Alright" – 0:28
17. "Pinball Wizard" – 3:46

2013 thu âm trực tiếp
Các ca khúc được thu tại Nhà hát Capitol, Ottawa, Ontario, Canada, ngày 15 tháng 10 năm 1969, ngoại trừ "I'm Free", "Tommy's Holiday Camp", "We're Not Gonna Take It" và "See Me, Feel Me" được thu tại trụ sở của câu lạc bộ Swansea City A.F.C. ngày 12 tháng 6 năm 1976.
1. "Overture" (bao gồm lời giới thiệu) – 7:00
2. "It's a Boy" – 0:39
3. "1921" – 2:29
4. "Amazing Journey" – 5:07
5. "Sparks" – 2:49
6. "The Hawker (Eyesight to the Blind)" – 1:54
7. "Christmas" – 3:11
8. "The Acid Queen" – 3:30
9. "Pinball Wizard" – 2:47
10. "Do You Think It's Alright?" – 0:21
11. "Fiddle About" – 1:12
12. "Tommy, Can You Hear Me?" – 0:55
13. "There's a Doctor" – 0:24
14. "Go to the Mirror!" – 3:12
15. "Smash the Mirror" – 1:10
16. "Miracle Cure" – 0:12
17. "Sally Simpson" – 4:01
18. "I'm Free" – 2:12
19. "Tommy's Holiday Camp" – 0:48
20. "We're Not Gonna Take It" – 3:28
21. "See Me, Feel Me" – 7:51

## Thành phần tham gia sản xuất
The Who
- Roger Daltrey – hát chính, harmonica
- Pete Townshend – hát, guitar, keyboard, banjo
- John Entwistle – hát, kèn cor, hát
- Keith Moon – trống, hát

## Xếp hạng
Album
| Năm  | Bảng xếp hạng        | Vị trí cao nhất |
| ---- | -------------------- | --------------- |
| 1969 | Billboard Pop Albums | 4               |
| 1969 | UK Chart Albums      | 2               |
| 1975 | UK Chart Albums      | 37              |

Đĩa đơn
| Năm  | Đĩa đơn           | Bảng xếp hạng         | Vị trí cao nhất |
| ---- | ----------------- | --------------------- | --------------- |
| 1969 | "Pinball Wizard"  | Billboard Pop Singles | 19              |
| 1969 | "Pinball Wizard"  | UK Singles Charts     | 4               |
| 1969 | "Pinball Wizard"  | Dutch Singles Charts  | 12              |
| 1969 | "I'm Free"        | Billboard Pop Singles | 37              |
| 1969 | "I'm Free"        | Dutch Singles Charts  | 20              |
| 1970 | "See Me, Feel Me" | Billboard Pop Singles | 12              |
| 1970 | "See Me, Feel Me" | Dutch Singles Charts  | 2               |

## Chứng chỉ
| Quốc gia                                                                           | Chứng nhận  | Số đơn vị/doanh số chứng nhận |
| ---------------------------------------------------------------------------------- | ----------- | ----------------------------- |
| Pháp (SNEP)                                                                        | Vàng        | 174,300                       |
| Ý (FIMI)                                                                           | Vàng        | 25.000*                       |
| New Zealand (RMNZ)                                                                 | Vàng        | 7.500^                        |
| Anh Quốc (BPI) Awarded to the soundtrack to the film too                           | Vàng        | 100.000^                      |
| Hoa Kỳ (RIAA)                                                                      | 2× Bạch kim | 2.000.000^                    |
| * Chứng nhận dựa theo doanh số tiêu thụ. ^ Chứng nhận dựa theo doanh số nhập hàng. |             |                               |